# Davut Babur
Davut Babur (* 8. Dezember 1987 in Çayıralan) ist ein türkischer Fußballspieler.

## Karriere

### Verein
Babur begann mit dem Vereinsfußball in der Jugend seines Heimatvereins und des damaligen Zweitligisten Yimpaş Yozgatspor. Zur Spielzeit 2004/05 wurde er als Sechzehnjähriger mit einem Profivertrag ausgestattet in den Profikader involviert und gab in der Pokalbegegnung gegen Kardemir Karabükspor sein Profidebüt. In den nachfolgenden drei Spielzeiten steigerte er je Saison seine Einsatzzahlen und erkämpfte sich schließlich zur Zweitligasaison 2008/09 einen Stammplatz.
Nachdem Yozgatspor zum Sommer 2009 den Klassenerhalt in der TFF 2. Lig verpasste und in die TFF 3. Lig abstieg, verließ Babur den Klub und wechselte zum Drittligisten TKİ Tavşanlı Linyitspor. Hier entwickelte er sich besonders unter dem neuen Trainer Mustafa Reşit Akçay zu einem Leistungsträger. Mit seiner Mannschaft beendete er die Drittligaspielzeit 2009/10 als Playoffsieger und stieg in die TFF 1. Lig auf. In die 2. Liga aufgestiegen, verteidigte Babur seinen Stammplatz. Mit seinem Klub spielte er über weite Strecken um die Tabellenspitze und beendete die Saison schließlich auf dem sechsten Tabellenplatz. Dadurch qualifizierte man sich für die Playoffs der Liga, in denen man jedoch im Viertelfinale an Gaziantep Büyükşehir Belediyespor scheitere.
Im Sommer 2011 verließ Babur mit Vertragsende Linyitspor und wechselte innerhalb der Liga zum finanzstarken Klub Kayseri Erciyesspor. Bei diesem Verein spielte er unter dem Trainer Fikret Yılmaz vom ersten Spieltag an als Stammspieler. Seine Stellung innerhalb der Mannschaft verlor Babur, als Yılmaz durch Kemalettin Şentürk ersetzt wurde. Unter dem neuen Trainer spielte Babur die ersten Spiele durchgängig und saß ab Mitte März nur noch auf der Ersatzbank.
Zur Saison 2011/12 verließ Babur Erciyesspor und wechselte zum Drittligisten Körfez FK. Bei diesem Verein spielte er nur bis zur Winterpause und wechselte dann innerhalb der Liga zu Bandırmaspor. Hier war er bis zum Sommer 2014 aktiv und seitdem steht er bei Kırklarelispor unter Vertrag.

### Nationalmannschaft
Der Außenverteidiger kam 2005 drei Mal für die türkische U-19-Nationalmannschaft zum Einsatz.

## Erfolge
Mit TKİ Tavşanlı Linyitspor
- Playoffsieger der TFF 2. Lig und Aufstieg in die TFF 1. Lig: 2009/10